# 基隆廟口

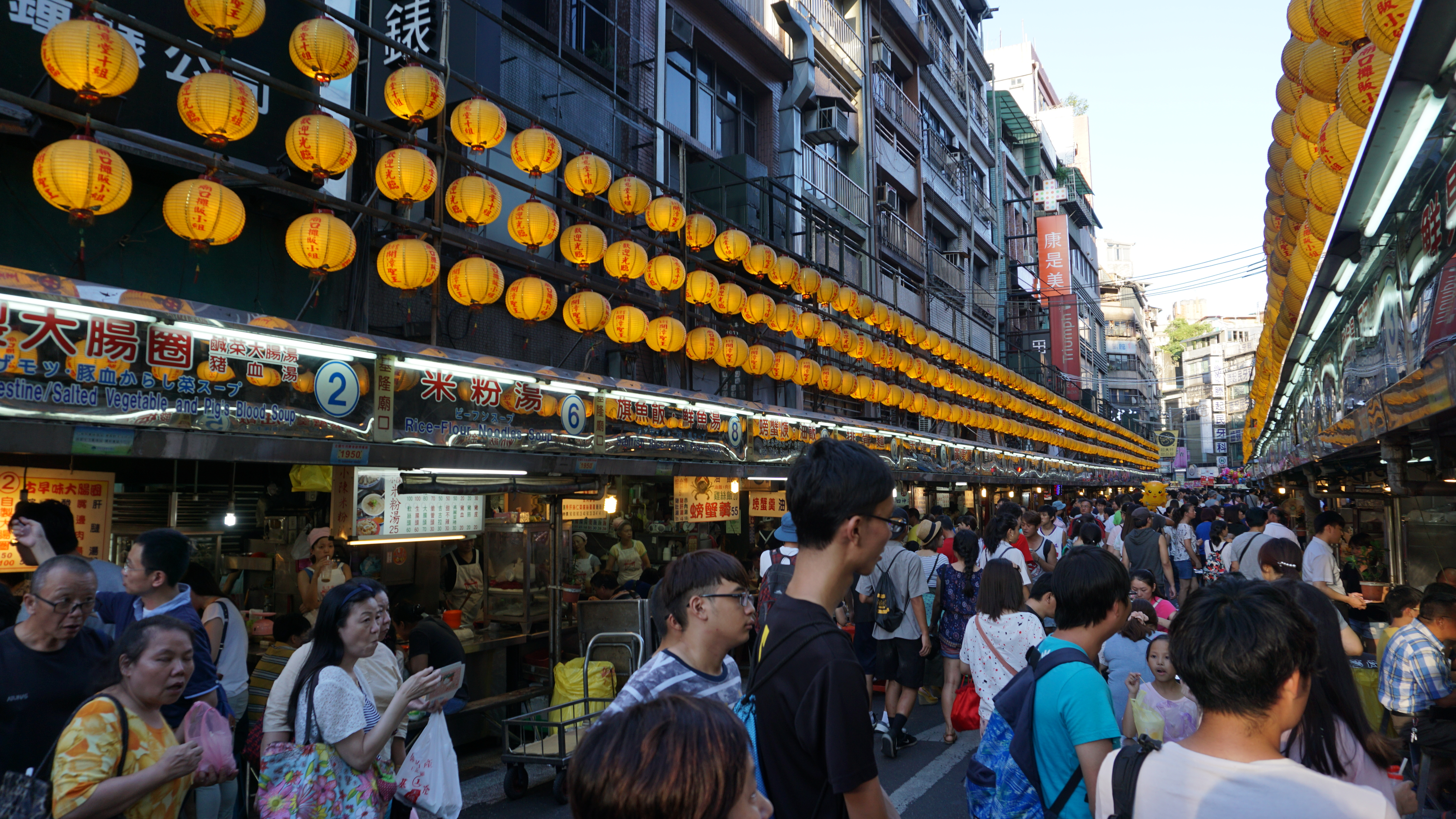
仁三路夜市

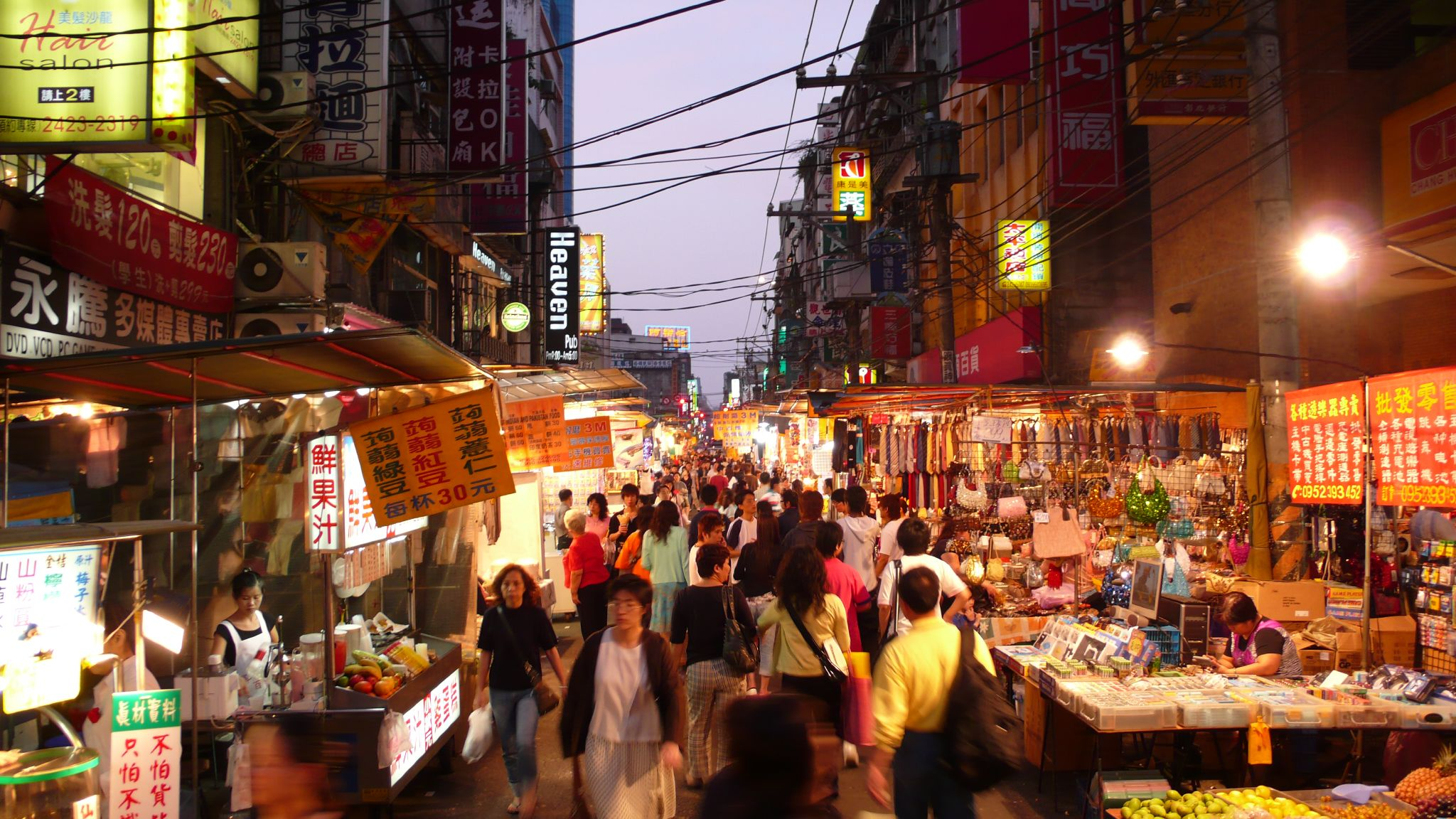
愛四路夜市

基隆廟口（當地常簡稱為廟口）是位於臺灣基隆市仁愛區的小吃市集，以仁三路上的奠濟宮為中心聚集，是全臺灣最著名的夜市之一。全天24小時皆有店家在此營業，每到晚間夜市時段時更為熱鬧，所以也稱為廟口夜市。

## 歷史

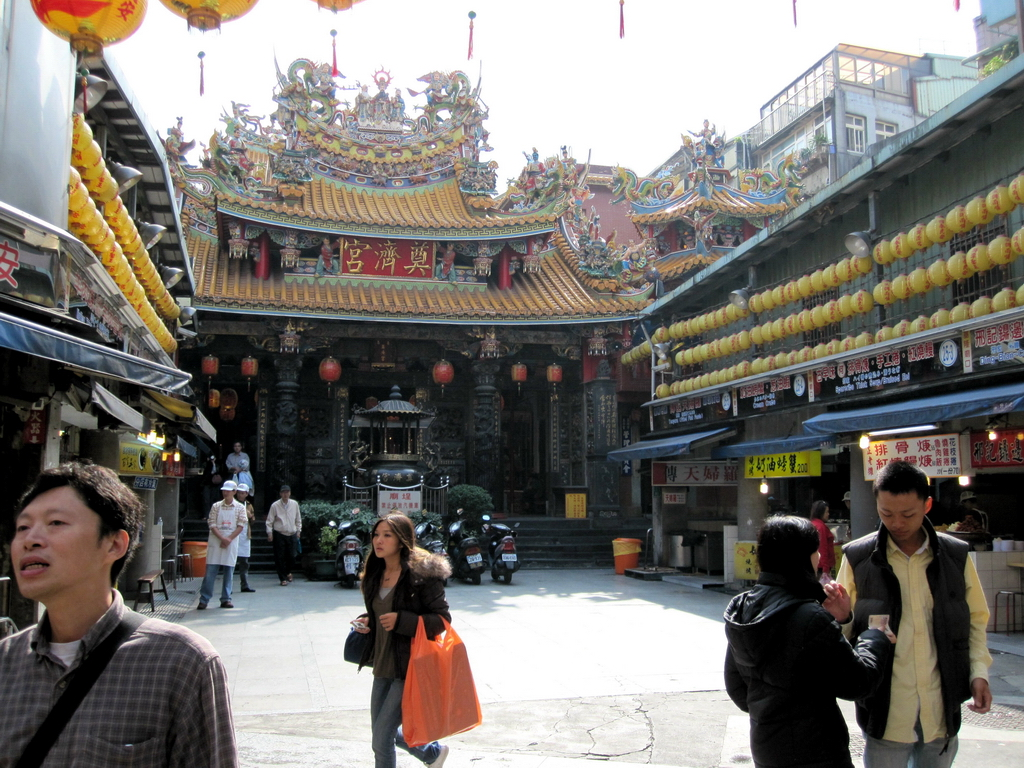
基隆廟口是以奠濟宮前的廟埕聚集延伸

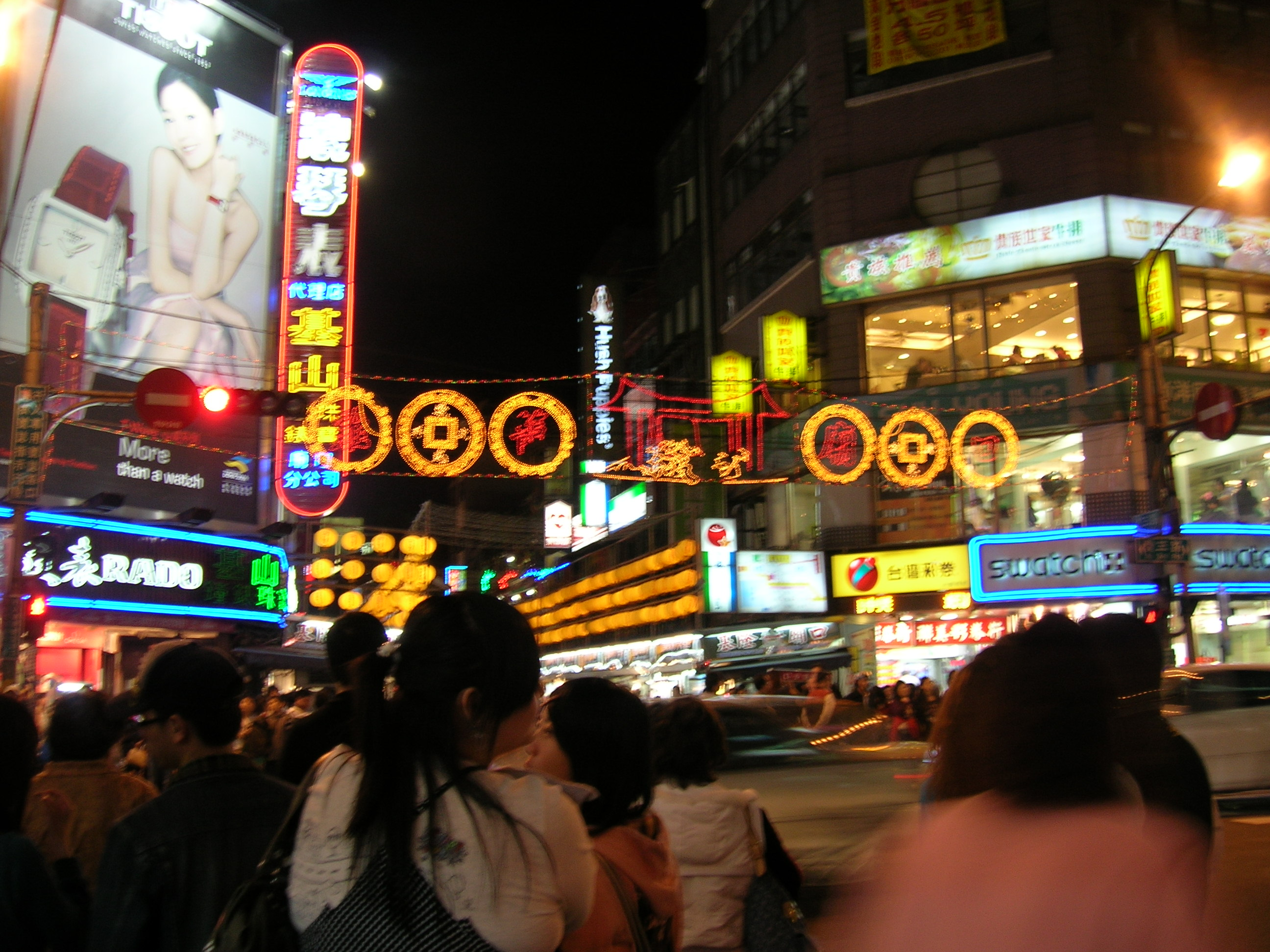
入夜後人聲鼎沸的基隆廟口主入口

基隆廟口的發跡與奠濟宮密不可分。奠濟宮建於清同治十二年（1873年），又稱為聖王公廟。奠濟宮所奉祠的神祇為開漳聖王，是中國唐朝中葉時開墾福建漳州的陳元光將軍，是當時基隆漳州籍移民的心靈寄托（基隆市區的居民大多原籍漳州）。後來於同治年間，由基隆居民和板橋林家等士紳合作將之遷於今仁愛區仁三路、石硬港溪（今日的旭川河）的右岸附近，與左岸慶安宮（基隆媽祖廟）隔岸而對。奠濟宮周邊原本為稻田，1884年，時任台灣巡撫劉銘傳到該地時，讚美「田美如玉」，日治時期亦曾設立「玉田町」。後雖經日後多次行政區劃，今日仍保有「玉田里」之名。
據當地耆老的記錄，廟口小吃的歷史可追溯到日治時代末期。當時奠濟宮香火鼎盛，隨著眾多香客而來的流動攤販，在廟埕上聚集延伸，並逐漸擴大成為市集；進入中華民國時代後，經基隆市政府統一規劃仁三路上、愛三路到愛四路之間路段的攤販成為食肆街區，登記的店家數目達六十多家。經過長期發展，廟口小吃的知名度反而凌駕於奠濟宮之上。
目前的基隆廟口，除了原有於仁三路的小吃攤販區（狹義的基隆廟口）之外，也與日後逐漸興起的愛四路夜市連成一氣，呈「┘」形狀（橫躺的「L」形）聚集。

## 著名美食

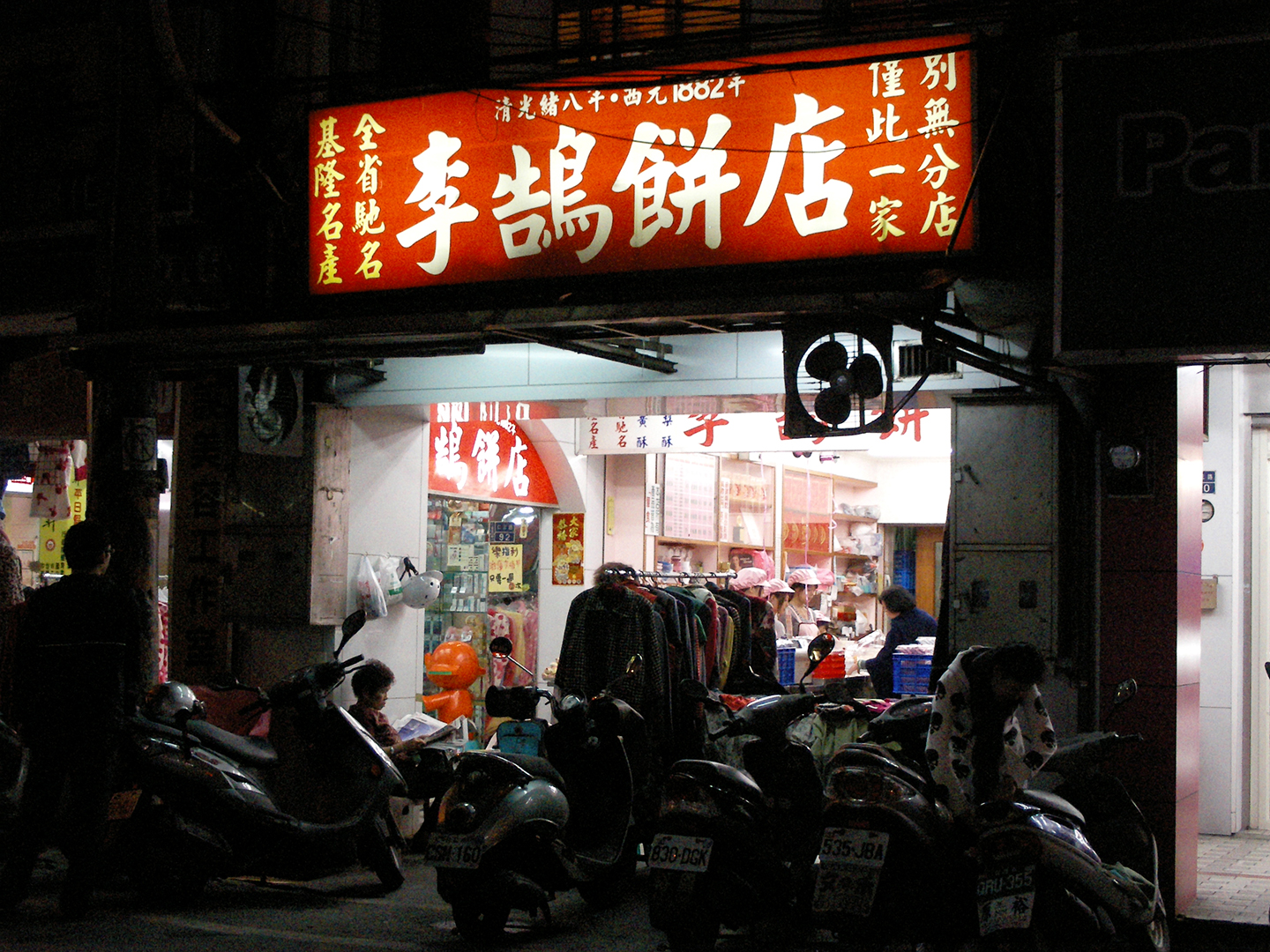
李鵠餅店

- 李鵠餅店：以糕點甜點聞名，鳳梨酥、綠豆椪（綠豆凸）等尤其著名
- 鼎邊趖：趖（粄條）、肉羹、蝦仁羹、金針、香菇、魷魚、小魚干、竹筍、金勾蝦、蒜頭酥等主要成份
- 奶油螃蟹[參⁠ 1]
- 一口吃香腸
- 天婦羅：主要有3家[參⁠ 1]，一間在廟埕旁，一間在仁三路中段，另一間是在夜市口附近。
- 豆簽羹
- 天一香-肉羹順（魯肉飯、肉羹）[參⁠ 1]
- 旗魚羹
- 蝦仁羹[參⁠ 1]
- 紅燒鰻羹[參⁠ 1]
- 排骨羹
- 泡泡冰：有「沈記」 、「陳記」兩間[參⁠ 1]及歷史最悠久的「遠東泡泡冰」。[參⁠ 2]
- 八宝冬粉[參⁠ 1]
- 營養三明治[參⁠ 1]
- 全家福元宵[參⁠ 1]
- 三兄弟豆花[參⁠ 1]
- 沙茶炒牛肉：以自家調配的沙茶醬，現炒牛肉、毛肚，另有牛雜湯及番茄牛肉清湯。
- 咖哩飯
- 咖哩炒麵（阿華炒麵）
- 鍋貼
- 中船牛肉麵
- 牛軋糖
- 麻荖（蔴粩）
- 紀家豬腳[參⁠ 1]
- 東北牛肉麵
- 滷排骨飯（廟埕外）
- 山弘爽口冰一口冰

## 交通路線
- 國道客運：台北市府轉運站9號月台搭乘大都會客運2088路（基隆市快捷公車，基隆女中區間車及八斗子全程車皆可搭乘。服務人員會說明該班車為往廟口女中或往基隆八斗子）在進入基隆的第一站「電力公司(廟口夜市)」下車，下車後從愛四路口進入夜市。返回台北可在仁二路「二信循環站」搭2088區間或全程車返回市府轉運站（單趟車程約35分鐘）。
- 公車：101、101夜間、103、104、105、107、108、109、201、202、203、204、205、301於仁二路下車後旁邊即是。
- 自行開車：進入市區後，可停在東岸廣場地下停車場或信二路立體停車場。沿路有路牌指示。東岸廣場停車場和愛三路人行地下道有互通。
- 入口動線：
  - 忠一路或東岸停車場方向：行進至愛三路人行地下道（道內有出入口指示），從愛三路仁二路口（路口有一家麥當勞）沿著愛三路走至下一個路口（愛三路仁三路口），即可見到行人徒步區（小吃攤販區）的入口牌樓。如從愛三路仁二路口繼續走也可進入。
  - 信二路停車場方向：往田寮河方向行進，經過義二路形象商圈及金雞橋（橋頭堡為雞頭雕飾）後，直接進入愛四路的夜市區。

### 媒體報導與美食特色
- 基隆廟口夜市「最強冰品」被挖出！老饕讚爆：始祖等級、口感太猛（NOWnews，2025-04-20）
- 基隆廟口夜市50年「銅板價小吃」只要8元！饕客讚爆：多汁還有碳香（民視新聞網，2025-04-21）

## 外部連結
- 基隆廟口飲食攤販小組
- 基隆廟口線上逛街Q版夜市地圖 （页面存档备份，存于）
- 台灣基隆廟口自由行交通實景指南 （页面存档备份，存于）
- 基隆廟口 基隆旅遊網 （页面存档备份，存于）